# Летняя (приток Пелыма)
Летняя или Вылья (в верхнем и среднем течении, до впадения Воны) — река в восточной части Гаринского городского округа на востоке Свердловской области России. Устье реки находится в 87 км по левому берегу реки Пелым. Длина реки составляет 39 км. Согласно энциклопедии «Свердловская область. Иллюстрированная краеведческая энциклопедия», Вылья является левой составляющей реки Летняя, а её длина равняется 23 км.
Вытекает с западной стороны болота Озерная Сарча. В верхнем течении пересекает озеро Вачтур. Сильно петляет, берега частично заболочены.
Основные притоки: Вона (впадает справа на 18 км от устья) и Лампеть.
Система водного объекта: Пелым → Тавда → Тобол → Иртыш → Обь → Карское море.

## Данные водного реестра
По данным государственного водного реестра России относится к Иртышскому бассейновому округу, водохозяйственный участок реки — Тавда от истока и до устья, без реки Сосьва от истока до водомерного поста у деревни Морозково, речной подбассейн реки — Тобол. Речной бассейн реки — Иртыш.
Код объекта в государственном водном реестре — 14010502512111200012465.